# Challenger de Kaohsiung 2013
El OEC Kaohsiung 2013 fue un torneo de tenis profesional que se jugó en pistas duras. Se trató de la 2ª edición del torneo que forma parte del ATP Challenger Tour 2013 . Tuvo lugar en Kaohsiung, Taiwán entre el 16 de septiembre y el 22 de septiembre de 2013.

## Jugadores participantes del cuadro de individuales

### Cabezas de serie
| Favorito | País                      | Jugador            | Ranking1 | Posición en el torneo |
| -------- | ------------------------- | ------------------ | -------- | --------------------- |
| 1        | Bandera de China Taipéi   | Lu Yen-hsun        | 64       | CAMPEÓN               |
| 2        | Bandera de Estados Unidos | Jack Sock          | 88       | Semifinales           |
| 3        | Bandera de Estados Unidos | Michael Russell    | 91       | Primera ronda         |
| 4        | Bandera de Colombia       | Alejandro González | 112      | Cuartos de final      |
| 5        | Bandera de Estados Unidos | Rajeev Ram         | 119      | Primera ronda         |
| 6        | Bandera de Australia      | Matthew Ebden      | 134      | Semifinales           |
| 7        | Bandera de Japón          | Yūichi Sugita      | 144      | Segunda ronda         |
| 8        | Bandera de China Taipéi   | Jimmy Wang         | 153      | Cuartos de final      |

- 1 Se ha tomado en cuenta el ranking del 9 de septiembre de 2013.

### Otros participantes
Los siguientes jugadores recibieron una invitación (wild card), por lo tanto ingresan directamente al cuadro principal:
- Hsin-Han Lee
- Hsien-Yin Peng
- Chieh-Fu Wang
- Tsung-Hua Yang

Los siguientes jugadores ingresan al cuadro principal tras disputar la fase clasificatoria:
- Toshihide Matsui
- Yasutaka Uchiyama
- Yuki Bhambri
- Chung Hyeon

## Campeones

### Individual Masculino
- Lu Yen-hsun derrotó en la final a  Yuki Bhambri, 6–4, 6–3

### Dobles Masculino
- Juan Sebastián Cabal /  Robert Farah derrotaron en la final a  Yuki Bhambri /  Wang Chieh-fu, 6–4, 6–2